# Eusebio Freixa y Rabassó
Eusebio Freixa y Rabassó (Reus, 1824-Madrid, 1894) fue un escritor y publicista español.

## Biografía
Nació el 29 de febrero de 1824 en la localidad tarraconense de Reus, si bien al poco su familia se instaló en Lérida. Jefe honorario de administración civil, fue secretario de Ayuntamiento. Primer jefe de negociado de la Secretaría del Ayuntamiento de Madrid.[cita requerida] Publicista, fue autor de numerosas obras de Administración. Fue redactor de El Consultor de los Ayuntamientos, El Reformista, El Federalista, La Justicia Popular y El Justiciero, entre otras muchas publicaciones periódicas. Falleció el 29 de mayo de 1894 en Madrid, enfermo de un cáncer de intestino.

## Obras
Ficción
- Teresa Guix, o sea, Consecuencias d'un adulterio: leyenda histórica-contemporánea . Lérida: Imp. y librería de José Sol, 1847. Segunda edición sobre un título anterior: Adúltera y parricida, o sea Teresa Guix alias la Maseta. Lérida: Imp. y lib. de José Sol, 1857.[4]
- El ángel de una familia: comedia dramática en cuatro actos y en verso. Madrid: Imprenta del Indicador de los Caminos de Hierro, 1876.[5]

No ficción
- Prontuario de la administración municipal. Madrid: Imprenta de C. Moliner y Cia., 1866.
- Guía manual de Secretarios de Ayuntamiento Madrid: Est. tipográfico de Tomás Minuesa, 1891.
- Guía de quintas. Madrid: Imprenta Corominas, 1856.
- Legislación de minas. Madrid: Publicaciones de Eusebio Freixa y Rabasó, 1887.
- Ley de Sufragio Universal para la elección de Diputados a Cortes. Madrid: Tomás Minuesa, 1890.
- Ideas republicanas filosóficas y morales. Madrid: Imprenta E. de la Riva, 1869.
- Ayuntamientos y Diputaciones provinciales. Madrid, 1874.
- Guía de elecciones. Madrid, 1874.
- Guía de consumos. Madrid, 1874. 5ª ed.
- Auxiliar de bufetes. Madrid, 1874.
- Prontuario alfabético para el uso del papel sellado. Madrid, 1874.
- El Crisol de centenares de libros, folletos, periódicos, álbums, discursos, epístolas y memorias: gran repertorio de máximas, axiómas, apotegmas, escolios, epigramas, proverbios, adagios, refranes y pensamientos sentenciosos, morales, filosóficos y políticos. Publicaciones de Eusebio Freixa y Rabasó, 1879 (Imp. de Montegrifo y Comp.)
- Legislación de expropiación forzosa por causa de utilidad pública extensa y convenientemente anotada: con modelos y formularios para todas los actos y servicios referentes al ramo. Madrid: Eusebio Freixa y Rabasó, 1887.
- Dicionario de las Tarifas. Madrid: Publicaciones de Eusebio Freixa y Rabasó, 1893.